# Nuda v Brně
Nuda v Brně je česká filmová komedie Vladimíra Morávka natočená v roce 2003. Film získal pět Českých lvů v kategoriích Nejlepší film, režie (Vladimír Morávek), scénář (Jan Budař, Vladimír Morávek), mužský herecký výkon v hlavní roli (Jan Budař) a střih (Jiří Brožek).

## Děj
Mírně retardovaný mladík (Jan Budař) se chystá strávit první noc s dívkou z Brna (Kateřina Holánová). Oba se na to připravují více než pečlivě a po několika zádrhelích se věc podaří. Kromě ústřední dvojice se ve stejnou noc ve stejném domě pokouší o soulož více dvojic. Avšak již ne tak úspěšně…

## Obsazení
| Jan Budař         | Stanislav Pichlík         |
| Kateřina Holánová | Olga Šimáková             |
| Martin Pechlát    | Jaroslav Pichlík          |
| Jaroslava Pokorná | Miriam Šimáková           |
| Miroslav Donutil  | Miroslav Norbacher        |
| Pavla Tomicová    | PhDr. Vlasta Kulková-Jará |
| Pavel Liška       | Jan Bedura                |
| Filip Rajmont     | Pavel Velička             |
| Marek Daniel      | Richard Klech             |
| Ivana Uhlířová    | Jaroslava Pleváková       |
| Richard Krajčo    | Ríša                      |
| Simona Peková     | Jitka Spáčilová           |
| Petr Jeništa      | Petr                      |
| Ivana Hloužková   | Marie Norbacherová        |
| Anna Geislerová   | Lenka Novotná             |